# ビューティフル ジョー
『ビューティフル ジョー』（VIEWTIFUL JOE）は、カプコンが制作・発売したテレビゲームソフト。2003年6月26日にゲームキューブ用のアクションゲームとしてリリースされ、翌年クローバースタジオ（同じ制作チーム）によってPlayStation 2に『ビューティフル・ジョー 新たなる希望』というタイトルで移植された。難易度を下げた廉価版の『ビューティフル・ジョー リバイバル』もリリースされている。
続編やスピンオフのゲームも制作されているほか、本作を原作とする同名のテレビアニメや漫画などもメディアミックス展開されている。

## テレビゲーム

### ゲーム性
オーソドックスなサイドビュー方式のアクションゲームで、相手をパンチキックなどで殴って攻撃する。しかしこのゲームではただダメージを与えるだけでは怯まず、反撃をしてくる。何よりただ手数で圧倒するのはVIEWTIFUL（view〈眺望〉 + beautiful〈美しい〉の造語）ではない。相手の攻撃を華麗に「避ける」ことで相手は目を回して隙が丸出しとなり、そこに一撃を与えることで相手は大ダメージを負うのである。この相手の攻撃を避けることを重点に置くゲーム性は『マイクタイソン・パンチアウト!!』から着想を得たという。
また、ジョーは映像を操るVFXパワーを使うことができる。動きを遅くすることで一撃をより強力にする「スロー」や、動きを早回しにしてすさまじい猛攻を加える「マックスピード」などの様々なVFXパワーと使いこなすことで戦略的にも有利になり、またプレイヤー自身が自己陶酔するような「魅せる」プレイによる爽快感を得て、それがそのままゲーム中のボーナスへ直結していくのである。
また、ゲーム中で獲得できるアイテムでVFXゲージの限界量が伸びたり、コインを集めてアイテムを購入し、飛び道具や攻撃のパワーアップを行うことも可能。VFXパワーと組み合わせて多彩な攻撃ができるようになる。
難易度は高く、ボス戦などで初見では一瞬でやられてしまうことがしばしばあるが、上達・学習することで確実に進めるようになっている。

### VFXパワー
映像における様々な演出効果を使い、時間や空間を操る。戦闘だけでなく謎解きにもその能力を使うのがゲームのウリの1つになっている。
第一作から登場しているVFXパワー
- SLOW（スロー）
画面全体の動きを遅くする。重量や衝撃を強調するときなどに用いられる撮影方法がモチーフで、特定条件で敵を吹き飛ばし、その先の敵にもダメージを与えることが可能になる。また、銃撃の弾が見えるようになったり、プレイヤーの攻撃力や一部の仕掛けによるダメージ力もアップ。SLOW中に攻撃を受けた場合はVFXゲージを大きく消費して完全回避するV-ダッチが発動するなどの特徴があり、最も頻繁に使うVFXパワーとなっている。マックスピードと併行して使うとジョーの移動スピードが少し上がる。『バトルカーニバル』を除き基本設定ではLトリガーで発動する。
- MACHSPEED（マックスピード）
スローとは逆に画面全体の動きを早くする。スピード感を表すときに用いられる撮影用法がモチーフ。プレイヤーの動作が全体的に速くなり、高速で連続攻撃が可能になるほか、攻撃を続けることで火のオーラを纏い、耐火の能力や敵や物に火をつけることができる。攻撃によっては分身が発生し、他の敵などに攻撃を仕掛けてくれる。攻撃よりは主に移動や謎解きに使用される。Rトリガーで発動。
「2」ではジョー専用のVFXパワーとなった
- ZOOM（ズーム）
ジョーを向けて画面をズームアップする。主にプレイヤーの攻撃が派手になり攻撃力が大きく上がる効果がある。上記のVFXパワーと併用することも可能。ZOOM発動により一部の技や動作が別の物へと変化する。このZOOM技を使った謎解きも多く存在し、攻撃力の高さからボス戦でも狙っていくことになる。ZOOM中の立ちパンチとZOOM中のレッドホットキックのパワーアップを、SLOWと併用することがプレイヤーの最強攻撃となっている。CスティックかBボタンで発動と解除を行う。

続編から登場したVFXパワー
- REPLAY（リプレイ）
「2」に登場したシルヴィア専用のVFXパワー。自分の攻撃（飛び道具を除く）が当たった瞬間を3回繰り返し、相手へのダメージを3倍にし、シルヴィアに電気属性をまとわせる。電気属性をまとうことにより、電気攻撃のダメージを無効化し、電気属性の謎解きを解くことができる。リプレイを使用し続けながら、スローおよびズームを併用することも可能。ただし、発動中に攻撃をくらうとそれも3回繰り返されてしまい通常より3倍のダメージを受けてしまう。
- SPLIT（スプリット）
「スクラッチ」に登場。下画面の上部分をずらす。主にギミックを発動させるために使う。下画面と上画面はズレているため、そのズレを利用して通常の移動では行けない場所へ移動するという使い方もされる。
- SLIDE（スライド）
「スクラッチ」に登場。上画面と下画面を入れ替える。それ以外はズームと同じ能力。今作ではダブルズームパンチが最強威力の技となっている。
- TOUCH（タッチ）
「スクラッチ」に登場。下画面をタッチして特定の敵を倒したりギミックを発動させたりできる。スライド中に使える。
- SCRATCH（スクラッチ）
「スクラッチ」に登場。下画面をゆらして敵の頭上に小物を落とす。

### シリーズ
『リバイバル』と『新たなる希望』は基本的に初代と同じ内容だが、『リバイバル』は初代が最低難易度のKIDSでも難しすぎたとの話からさらに難易度の低いSWEETをつけた廉価版であるのに対し、『新たなる希望』は隠しキャラクターにデビルメイクライシリーズのダンテを加えた『ビューティフル ジョー リバイバル』の移植作である。
『2』にGCとPS2の内容の差は無いが、『バトルカーニバル』ではPSP版では『デビルメイクライ』と『ビューティフル ジョー スクラッチ』から新規キャラクターが数名参戦している。ダンテ以外は既存キャラクターの色違い扱いである。PSPということで画面の劣化などはあるものの、トライアルモードが追加されており一人でも長く遊べるようになっている。また、一部キャラクターの性能の見直しも行われている。
GC版の1作目とPS2版の『新たなる希望』には、任天堂が発売したファミリーコンピュータ用周辺機器『ファミリーコンピュータ ロボット』がゲスト出演している。そのため、『新たなる希望』はSCEハードに任天堂のキャラクターが出演した非常に珍しい作品である。
- ビューティフル ジョー（GC）2003年6月26日発売
  - ビューティフル ジョー リバイバル（GC）2003年12月18日発売
  - ビューティフル ジョー 新たなる希望（PS2）2004年9月9日発売
- ビューティフル ジョー2 ブラックフィルムの謎（PS2、GC）2004年12月16日発売
- ビューティフル ジョー バトルカーニバル（GC）2005年9月29日発売
  - ビューティフル ジョー バトルカーニバル（PSP ※GC版の移植版）2006年3月23日発売
- ビューティフル ジョー スクラッチ!（DS）2005年10月2日発売

### プロモーション
テレビアニメと漫画のメディアミックス展開以外では、日本でのゲーム発売2ヶ月前から、各方面へ話題づくりのプロモーションを実施した。
音楽界へのアプローチとしては、ゲームのエンディングテーマ「VIEWTIFUL WORLD」を大物アーティストらが名前を伏せた覆面バンド「Viewtiful joe」が演奏し、2003年6月11日にシングルCDをエイベックスからリリース。覆面バンドのメンバーはKEN（ラップ担当/DA PUMP）、大渡亮と“D・A・I” こと長尾大（どちらもギター担当/Do As Infinity）、古市絢子（コーラス担当/03）、SOTARO（ヴォーカル担当/ZZ）の5人。アメコミ風ミュージックビデオも制作し海外の報道陣にも発表し、DVDとしても販売した。
テレビCMでは、2003年4月27日からテレビアニメ『こちら葛飾区亀有公園前派出所』のCM枠に、ショートアニメ「ビューティフル ジョー 連続アニメ劇ジョー」をオンエア。繋げればストーリーとして完結する9連作のアニメCMを放送した。このCMは後にTVアニメ『ビューティフル・ジョー』のDVD第一巻に収録された。
ショー界では、覆面レスラー「ビューティフル ジョー」がプロレス興行に乱入するプロモーションを実施。2003年4月26日から5月29日の間に後楽園ホールなどで開催の「みちのくプロレス」、「WEW」、「DDT」、「NEO女子プロレス」、「ZERO-ONE」のプロレス5団体の各興行に参戦した。
主人公ジョー扮する覆面レスラーのプロレス興行参加は『ビューティフル・ジョー2 ブラックフィルムの謎』のプロモーションでも継続された。

### 賞
- ビューティフル ジョー
  - ゲーム・デベロッパーズ・カンファレンス2004にて「ゲーム・デベロッパーズ・チョイス・アワード」を受賞

### ゲーム版の主な登場人物
ゲーム版とアニメ版で設定の細部が異なる。ただし、『ビューティフル ジョー バトルカーニバル』はアニメ版の設定を優先してゲーム版の設定も混ぜている。
主人公のジョー以外にも、一部はプレイヤーキャラクターとして使用可能。

#### ジョー一家
ジョー
このゲームの主人公。ヒーローと映画を愛する17歳の高校生。キャプテンブルーを始めとするヒーローのマニアで、恋人よりも自分の趣味を優先させる男である。現実世界に帰ってからもViewtiful Joeの衣装を自作した様子。オタク趣味を持つものの、運動神経や喧嘩のセンスもかなりの物があり、ノリが良く軽口を好む。ボスと出会ったら決まってジョーの軽快なトークを楽しむことができる。ただ、怒ったシルヴィアにはかなわない。正義とハッピーエンドを信条とする。
1作目で映画の中に入れられた際、キャプテンブルーから授かったVウォッチでVIEWTIFUL JOE（ビューティフル ジョー）に変身し、悪と戦うヒーローとなる。しかし、ゲーム開始時はヒーローとしての自分の名前を決めておらず（シルヴィアが誘拐されているにもかかわらず呑気に考えていたが、それでも決まらなかった）、明確に名乗るようになったのはアラストルを倒し、アラストルからViewtifulと言葉を受け取った後からである。好物はチーズバーガー。シルヴィアとは幼なじみで恋人同士だが、実はジョーの方が2つ年下である。また、ジョー一家は家族全員の名前の頭文字がJであることも特徴である。
Viewtiful Joe
VFXパワーと呼ばれる映画の特性を生かした能力を使う、美しきヒーロー。基本的に素手で戦うが、Vブーメランやショッキングピンクという飛び道具も使う。特殊な状況ではキャプテン ブルーから譲り受けた、シックスマシンとシックス魔人を愛機として戦う。主な必殺技は空中飛び蹴りの「レッドホットキック」と連続パンチの「ワンハンドレッドパンチ」。「レッドホットキック」はVFXパワーズームと併用することで炎の竜が付加してパワーアップし、「ドラゴンレッドホットキック」となる。『バトルカーニバル』では炎の竜を拳から飛ばす新技「レッドホットドラゴンパンチ」を披露した。マックスピードで炎をまとうことで炎に対する耐性を持つ。
- 使うVFXパワー
  - スロー・マックスピード・ズーム・スプリット・スライド・スクラッチ

登場作品：全作品
ジェット
ジョーの父親で映画技師をしている。ブルーの親友。現実世界からジョーたちをサポートする。1作目の舞台であるCAPTAIN BLUEを上映している映画館は、彼の経営する映画館である。
ジュンコが他界してから、ブラックフィルムの影響でブラック大帝となっていた。ブラックVウォッチでブラック大帝→完全超人ジェットブラックへと二段変身する。
『バトルカーニバル』ではプレイヤーキャラクターとして完全超人ジェットブラックが操作できるようになる。
登場作品：2以降全部
ジャスミン
ジョーの妹。アニメ版最終話エンディングに、彼女と同じ髪型の人影が映画館に訪れる。女優の卵で、とある大女優に憧れて一流の女優を目指している。デビュー作となるキャプテンブルービギンズの撮影のためにムービースタジオという映画館に来ていた。
ゲームのエンディングで変身しているがヒーローとしての名称は不明。彼女が尊敬する女優とは母のジュンコのことである。
登場作品：スクラッチ、バトルカーニバル（PSP版）
ジュンコ
ジョーの母親。ジャスミンを産んだ後、交通事故で他界している。生前は女優であり、映画のCAPTAIN BLUEでヒロイン役を演じたこともあった。
髪は黒で、着物のような服を着ている。女王ハインデレラの正体。
登場作品：スクラッチ、バトルカーニバル（PSP版）

#### シルヴィア一家
シルヴィア
ジョーの彼女。19歳のキャリアウーマン。1作目ではジョーと映画館でデートしていたところをキングブルーによって映画の中に捕らわれてしまうが、エンディングで父親であるブルーにおねだりしてVウォッチをもらい、セクシー シルヴィアとしてゲドーと戦う。1作目ではジョーに比べスピードアップした反面防御力が半減した隠しキャラクターである。1作目と『2』において敵のピヨリ状態が星とヒヨコの代わりにハートと天使になっている。
Sexy Silvia
愛用の二丁拳銃デスペラードを使った遠距離攻撃がメインの戦い方。ショッキングピンクという爆弾をジョーから譲り受け、『2』ではシルヴィア専用アイテムとなっている。何の前振りもなく唐突に呼び出した巨大飛行機、グレートシックス魔神を愛機とする。必殺技は華麗なる跳び蹴り「クールブルーキック」と背中から体当たりする「鉄山靠」とホーミング射撃の「ダブルトリガー」また、ジョーと協力した合体技なども使う。「リプレイ」で電気をまとうことで感電耐性を持つ。『バトルカーニバル』ではデスペラードを使ったタメビーム技「セクシーコレダー」を披露。
- 使うVFXパワー
  - スロー・リプレイ・ズーム

登場作品：全作品
ブルー
シルヴィアの父親で映画監督にしてアクションスター。監督兼主役を果たしたヒーロー映画、CAPTAIN BLUEシリーズを作り続けた。映画は高い評価と根強い人気を得るも、シリーズなかばでブルーは失踪。完結編は作られていない。スクラッチでは監督業と俳優業に復帰した様子。
スランプからムービーランドに誘われ、映画の中で本物のヒーローとして戦っていく内に敵を求め過ぎ、自分自身が悪のボス、全能帝王キングブルーになっていた。現実世界へ侵攻するために自分の娘と若きヒーローを手にかける絶望に満ちた映画を作ろうとするも、ビューティフルジョーとの戦いで自分の暗黒面から解放される。
登場作品：全作品
ゴールディ
シルヴィアの双子の妹。シルヴィアとアラストルプレイ時にシルヴィアの代わりに登場。アラストルをアルと呼び、アラストルからは女と呼ばれている。
登場作品：1作目のみ
アイヴォリー
ブルーの妻でシルヴィアとゴールディの母。ブループレイ時にシルヴィアの代わりに登場。ジョー以外のプレイヤーでのストーリーはお遊びのような物だが、ブルーシナリオはちょっとした後日談のようでもある。結婚記念日に夫と映画館へ行った際、キングブルーにムービーランドに連れ去られてしまう。
登場作品：1作目のみ

#### その他協力者
キャプテン ブルー
ムービーランドの平和を守る伝説のヒーロー。ジャドーのボスに敗れて戦う力を失うも、映画とヒーローを愛するジョーに変身アイテムであるVウォッチを託し、ヒーローとしての能力に目覚めていないジョーの行く先々で新しいVFXパワーを伝授してくれる。1作目の最後の隠しキャラクターで、最高難易度をクリアする必要があるので出すのがとても困難である。リバイバルと新たなる希望では隠しコマンドで出現可能という救済措置がとられるほどに最高難易度の超V-RATEDは尋常でない難易度を誇っていた。『2』では青のレインボーオスカーへと姿を変えられ、ブラック大帝の手に落ちる。
シックスマシンとシックス魔人の元の持ち主である。マスクの右目の大きな傷はハルク・ダビッドソンとの戦いの中で付いた傷と言われているが、実際は彼がダビットソンの斧を盗み、それで遊んだために誤ってついた傷である。ブルーでのプレイ時は彼の心の闇として現れる。
プレイヤーとしての特徴はジャンプ力の高さと対空性能の高さが特徴。二段ジャンプはできないが、一度のジャンプで他のキャラクターの二段ジャンプ並の高さを得る上に、ジャンプ中にジャンプボタンを押し続けることで半永久的にその高さを維持し続けることができる。ただし、他のキャラクターには表示される攻撃の合図であるドクロマークが現れない。必殺技は雷属性が強調されており、『バトルカーニバル』では投げ技の「サンダーヤマアラシ」、雷を振らせる「サモン ブルーサンダー」、雷の虎をまとった拳を放つ「ブルーサンダー タイガーナックル」などがある。その他にも華麗なる跳び蹴り「キャプテンブルーキック」、額のジャスティスアンテナを飛ばす「ジャスティスブーメラン」、尊敬と畏怖を込めて後世に伝えられるポーズ「レジェンド フォーエバー」などがある。
- 使うVFXパワー
  - スロー・マックスピード・ズーム

登場作品：全作品
シックスマシン
ジョーの愛機。6つの変形機能を持つ。元々はブルーの愛機だった。機械のクセにラーメンが好物で屋台巡りを趣味とする。声優は唯一日本人であり、ゲーム開発者である神谷英樹が行っている。
- 機能
  - シックスマシン（飛行形態）
基本形態。シックス魔人と合体する時もこの形態を取る。ピンク色の前方へのショットと赤色の斜め下への爆弾で戦う。VFXパワーでパワーアップし、SLOWでショットが巨大、高威力化。爆風の威力が増大。MACHSPEEDで通常では1画面に3発までのショットを連射できるようになる。そして、ZOOMでその場もしくは任意の方向へ回転体当たりを行えるようになり、V-ダッチで緊急回避も可能となる。VFXパワーにはシックスドリルとシックスドルフィンも対応している。
  - シックスモービル
ステージ間の移動の際に変形する車の形態。
  - シックスキャノン
ジョーとシルヴィアの最強の合体技を発射する形態。
  - シックスドルフィン
水中用の形態。ジョーが操縦する。水中を縦横無尽に航行する潜水艦である。武装はシックスマシンとほぼ同様。
  - シックスドリル
水中用の形態。シルヴィアが操縦する。先端に付いたドリルで氷などを粉砕して進むことができるが、水中での自由度はシックスドルフィンに劣る。
  - シックス魔人（正式名称は地球ロボシックス魔人）
ジョーやブルーが巨大なサイズの敵と戦う時に乗る巨大ロボ。変形してシックス×シックス魔神の頭部となる。

登場作品：全作品
グレートシックス魔人
シルヴィアの乗る移動要塞。何の伏線もなくどこからともなくヒーローのクライマックスシーンへ華麗に登場する。スーパーエンジンのV波動ドライブを動力とし、シックス×シックス魔神の首から下へと変形する。
- シックス×シックス魔神（正式名称は太陽系ロボシックスバイシックス魔神）
×はバイと読む。シックス魔人でも手に負えない巨大な敵と戦う時に、グレートシックス魔人とシックス魔人が合体することで誕生する超巨大ロボ。グラップラーモードとシューターモードにモードチェンジすることでジョーとシルヴィアの特性を生かして戦う。詳しくはGrape.com:鋼鉄メカデータベース参照。サントラで合体BGMに歌詞があることが判明する。

登場作品：2
ダンテ
『デビルメイクライ』からのゲスト参戦。基本的に初代の設定で登場する。遊びに行った映画館でムービーランドに迷い込み、宿敵ムンドゥスと真の決着をつけることになる。料理は守備範囲外だと語っている。VFXパワーが溜まっていない時は黒のブリーフ姿。
ブリーフ姿でも2段ジャンプが可能で、VFXパワーが溜まっている状態では拳銃を使用可能。
登場作品：1（PS2版）、バトルカーニバル（PSP版）
トリッシュ
デビルメイクライからのゲスト参戦。ダンテのストーリーに登場し、ダンテプレイ時にシルヴィアの代わりに登場。
登場作品：1（PS2版）

#### 悪役たち
電刃魔神 アラストル
ジャドーの幹部。ビューティフルジョーを永遠のライバルと認めている。手にする魔剣と雷の力で戦うスタイリッシュな戦士。
1作目ではボスおよび隠しキャラクターとして、『2』でもボスとして登場。
1作目でのプレイヤー時の性能は、未変身時でも2段ジャンプが可能で、変身もでき滑空が可能になるが、変身時はVFXゲージが減る。
台本を取り出してセリフを棒読みしたり、自己紹介で前作を買うように促すなどメタな遊びも見せる。1作目でのプレイヤー使用時はボス側は分身として現れる。
『2』では倒された後映画の中から叩き出され、「出番これだけ？」と問うシーンがある。
設定上はデビルメイクライのアラストルと同一の存在。
ゲーム「スクラッチ!」では、ライバルに勝つために何が足りないか考えた末、「……ロボだ！」に行き着き、レックス魔神を作った。
- 使うVFXパワー
  - スロー・リプレイ・ズーム

登場作品：全作品
レックス魔人
アラストル専用ロボ。全性能がシックス魔神より少しだけ上となっている。
全能帝王キングブルー
ジャドーの首領。キャプテンブルーを倒し、シルヴィアを連れ去った。大きさは月と同じくらい。
翼翔怪人 チャールズIII世
ジャドー小個分隊隊長。昼寝が好きなコウモリの怪人。昼は棺桶の中で寝ているが夜になると目覚め暴れ出す。また、自分のことを「紳士」と名乗っているが戦闘時の下品な咽び笑いと物をも破壊するその音波からして完全に「紳士」というのを勘違いしている。技は「音波光線」や「ブラッド・スピン」、ブーメランや天井にスピンを当ててからのつらら落としなど。スピーディな空中殺法を得意とする。
剛力怪人 ハルク ダビットソン
ジャドーの幹部で、巨大なサイの怪人。その剛力と巨大斧でその地位までのし上がってきた。また、ホテルの支配人もしており、機嫌の良いときには鼻歌を歌う。が、一度怒ると暴れて手が付けられなくなる。自分専用のバイクを何台も持っている。戦闘時には斧を振り回す、斧を投げる、突進、ジャンプ攻撃、斧で攻撃をガードしたりする。斧が壊れると逃げ、ホテルの天井から焼夷弾を降らしたり奥からミサイルを放ったりする。
ブルーに「Vウォッチと交換してやる」と騙されてズボンを取られており、それ以来ズボンをはいていない。
鈍いが一撃がとても重く、重戦車のような戦い方を得意とする。
「Hulk Davidson is Born to be Wild」という曲でCDデビューしている。
頬白怪人 グラン ブルース
ジャドー本部諜報局参謀。サメの怪人。中央情報局のチーフであるが、ひとたび口を開くと思ったことを忘れ、図を書けば幼稚園児並の筆跡力の低さなので、参謀としてはまるで役に立っていない。結局はその大アゴと戦闘技術に物を言わせこの地位までのし上がった。
シュノーケルとゴーグルを着用しているが、サメであるため特に意味は無いらしい。技に「魚雷爆撃」「スクリュータックル」「噛み付き」など。ある程度のダメージを喰らうとジョーから距離を取って体力を回復しようとする。序盤は口からガラクタを吐き出す攻撃をすることから、かなりの悪食ぶりが見てとれる。
三幹部一の大ボケ。喋り方ものそ〜っとしていて愛嬌がある。精神年齢は三幹部一低そうに見える。
灼熱王 ファイアー レオ
ジャドーの最高幹部。檻に閉じ込められたシルヴィアを助けようとするジョーの前に立ちふさがる。
ジャドーの幹部を次々に倒していったジョーの強さを認め、「ジャドーの幹部として働けば征服した世界の半分をお前にやろう。あの女も返す」とドラゴンクエストのりゅうおうに似た取引を持ちかけるが、ジョーに「だったら全部よこしな」と断られる。
身体に炎を纏っているため、何の対策も無しでは攻撃しても逆にダメージを受ける。メテオを落としたり、口からファイアーボールを放ったりと強力な炎属性の攻撃を次々仕掛ける厄介な敵で、ラスボス以上の強さを誇る。
巨大な二本の鋭いキバと炎の鬣が特徴。ジョーに「火だるまネコ」と呼ばれる。
ブラック大帝
ゲドーの首領。レインボーオスカーを集め、現実世界に侵攻しようとする。
恐竜軍曹 ビッグ ジョン
ゲドーの幹部で一面のボス。2面以降も全ストーリーに最低一回ずつ出てくるが、その度に改造が施されている。
尻尾、炎を吐く、噛み付き、ジャンプからの攻撃のほか、後ろに回られると押しつぶし、支援を要請して戦車の砲撃やヘリから爆弾投下といった技を繰り出す。
しかし、扱いがどんどん悪くなっていき、ただの中ボスから始め、最後には登場直後に味方に邪魔と言わんばかりに倒され、退場させられる。
古代石像 フリンティストーン
ゲドーの幹部で二面のボス。ブラック大帝に協力するのは、ゆっくり眠れる場所を提供してもらうため。
戦闘時には口から玉を出して投げる、鬣を投げる、足場を破壊、ヘビに変形してからの突進、眠ると体力を回復するを行う。
電脳狂人 カメオレオン
ゲドーの幹部で三面のボス。諜報部に所属しているが一度口を開くと必要以上のことまで言ってしまう。
姿を消すことができ、戦闘時には舌による攻撃と飲み込み、スピン攻撃を行う。
魔帝 アラストル
四面のボス、アラストルの第2形態。アラストルがブラックフィルムの力でパワーアップした姿。
氷結獣 フロストタイガー
ゲドーの幹部で五面のボス。ファイアーレオの弟で氷のような精神の持ち主。登場と退場の際に俳句を喋る。
暗躍機人 ブラッディ レイチェル
ドクトルクランケンが開発した最強の戦闘マシーン。姿形を他の幹部の姿に変えることができる。
ジョーとシルヴィアとの戦いの最中、熱いハートに感化され友達になる。その裏切り行為を見たドクトルクランケンによって電撃を浴びせられたが、ヒューズが飛んだだけで済んだため、クランケンを倒した後ジョーに修理された。
恐怪電人 ドクトル クランケン
レイチェルの生みの親で、ブラック大帝の忠実なしもべ。タコである。カメオレオンとのやり取りは漫才のようでいつの間にかギャラリーができるほど。レイチェルの他にブラックホール掃除機などの発明をしている。
実は頭だけでも生きていられ、第2形態として遅いかかる。
超巨大黒王ダークカイザー
ゲドーが造り上げた超絶巨大ロボット。大きさは太陽とほぼ同じで、ブラックホールエンジンによって銀河系を一撃で破壊するパワーを秘めている。
完全超人 ジェットブラック
ラスボス。ブラック大帝がレインボーオスカーの力でパワーアップした姿。
機動超人 ガジェコップ
ヒーロネスを奪われたヒーローの一人。二丁拳銃を持ったロボット警官。
人造超人 キラーハンズ
ヒーロネスを奪われたヒーローの一人。ナルシスト。
光超人 オルターウーマン
ヒーロネスを奪われたヒーローの一人。
改造超人 メタレンジャー
ヒーロネスを奪われたログとデジの二人組のヒーロー。
ハインデレラ
マドーの首領。ゲーム中ではクイーンと表記される。キャプテンブルービギンズのフィルムを狙っている。名作映画のヒーローを操り、ジャスミンからフィルムを奪おうとする。
ツクモ
バトルカーニバルに予定外のアクシデントを引き起こした謎の敵。レイチェルを取り込んでジョーたちヒーローの最後の敵となる。
その正体は壊れて使えなくなったり出番が終わった撮影機材に宿ったスターに対する怨念、もう一度使ってほしい、映画に出たいという思念が形になった物。名前の由来はツクモガミから。
魔帝ムンドゥス
『デビルメイクライシリーズ』の敵役で、ダンテの宿敵。

#### 主な雑魚敵

##### ジャドー
ビアンキー
悪の組織ジャドーの戦闘員で白い人型のロボット。パンチやキック、急降下キックで攻撃する。与えられた使命を確実に遂行する戦闘マシーンだが、愛嬌がある。ダメージを受けるとパーツが取れ、オレンジ色の骨格が露出する。
登場するステージによってシュノーケルやセーラー服、宇宙服を着たものなどバリエーションが多数存在するが、性能は変わらない。
『バトルカーニバル』ではプレイヤーが操作できるキャラクターの1人。
ビアンキー・プリマ
（自分なりに）美しさを求めたビアンキーで、バレリーナの格好をしている。竜巻スピン攻撃が特徴で、スピン中は通常の攻撃は通用しない。スピンは週3回のレッスンで取得した。
ビアンコ・ビリー
中ボスとして登場する二丁拳銃を使いこなすガンマン。西部劇を愛しており、カウボーイハットがお気に入り。
実弾を発砲し、空中からや拳銃を回しながらの射撃も行う。銃弾はスローを使えば見切ることができ、さらには避けたり跳ね返すことができる。急降下キックも使う。通常のビアンキーよりも大柄で耐久力が高い。
ビアンキー・ボクサー
青いヘルメットとトゲ付きグローブを装備したビアンキー。耐久力が上がっている。
クロマティ
黒いスーツに身を包んだ特殊工作部隊の隊員。あらゆる武器を使いこなし、戦車の操縦までもお手の物…と、あまりに仕事ぶりがまともすぎてジャドー上層部の頭を悩ませている。ビアンキーより耐久力が高い上、4回攻撃を仕掛けてくる難敵。グレネードランチャーを装備したタイプとバズーカを装備したタイプ、ボードに乗ったサーファータイプもいる。
格闘タイプ・グレネード・バズーカの3人編成による「デッドストリームアタック」という技（見た目はただ暴れまわっているようにしか見えない）の攻略法を編み出せた者はいない。
ロゼッタ
ピンクの服を着た2人組のアイドルビアンキー。ピンクのバリアで身を包み、蹴りや空中飛び蹴りで攻撃したり急降下した後に電撃を発生させる。よけることができない回し蹴りもある。パーツが取れた際はピンクの骨格が露出する。
レッドリーダー
派手な赤い衣装を着た小隊長。サーベルによる切りやサーベルを回した後に左右および上からサーベルを飛ばす攻撃をする。小隊長ではあるが、部下を引き連れて登場することは少ない。ブラックリーダーとはライバル関係にあり、勢力争いを繰り返している。
ブラックリーダー
特殊工作部隊の最強兵士。クロマティと服装は同じだが、赤いベレー帽を被っている。二人一組で登場するが、連携は全く取れていない。コンバットナイフを手にしており、基本的な行動はレッドリーダーと同じだが、こちらはナイフでの連続付きが加わっている。
どんなに激しい戦闘でもベレー帽を脱がないことが美徳としているが、実際は頭部とベレー帽が一体化しており絶対に外れないようになっている。
バーディー
緑色の服装をし、空中から爆弾を落としたりミサイル攻撃をする戦闘兵。プロペラ動力なのでスローを使うと浮力を落とし、墜落させることができる。墜落した際はピアンキーと同じ攻撃パターンをとる。シリーズによっては風船やジェットが動力になっているが、ジェット以外は何かしらのVFXパワーを使えば地上に落とせる。
ゲルビー
黄色く大柄な体格の戦闘兵。攻撃力が非常に高く、回避不能のパンチ、回転攻撃、野球のボールを投げて攻撃する。また、前からの攻撃は一切通用しない難敵だが、視界が極端に狭く背中が隙だらけなので、後ろに回り込んで攻撃すると倒せる。同系統の敵がゲドーやマドーにもいるが、前者はカメレオンのような風貌に、後者ではトランペット奏者になっている。
ジョーカー
ジャドーの中級クラス戦闘員。単独行動を好み、ジョーを執拗に付け狙う。回転しながら近付いての攻撃とパンチやキック、2丁拳銃やスロットを使った攻撃を得意とする。
4話と6話以外の全ステージに中ボスとして必ず一回は登場し、さらに登場するたびに銃や剣など攻撃のバリエーションが増えていく。
倒すと一枚のコインを落とし、戦闘後も残っているスロットに挑戦できるようになり、マークを3つ揃えることにより先に進むのに必要な鍵やVポイント、チーズバーガーなどが手に入る。ジョーカーの出現場所は先に進むための扉が閉まっているが、ジョーカーを倒しても扉は開かれず、スロットに挑戦して鍵を入手する必要がある。
極度のナルシストだが、女性ファンが多い。
ブラックサンダー
ジャドーの戦闘ヘリ。名前通り、黒いカラーリングが施されている。機銃に追尾ミサイル、ローターによる切り刻み攻撃にピアンキーの放出とかなりの強敵だが、動力がローターなのでスローを使うと浮力が落ち、地面に落ちてくる。また追尾ミサイルは攻撃を加えると跳ね返すことができる。
ハリアー
ジャドーが開発した垂直離着陸機。図鑑の写真資料だけを参考に開発されたが、性能はベースよりも圧倒的に高い。武装は機銃とミサイル。
タンク
クロマティが操縦する戦車。砲撃の他、突進と回転体当たりを行う。内部には出撃させるビアンキーを大量に待機させるため空洞になっており、動力がどうなっているのかは開発を担当した技術部ですら知らない。
宇宙用のスペースタンクもあるが、こちらは日本の怪獣映画に登場した戦車をハリアーと同様に資料だけ参考にして開発されている。耐久力が上がり、出撃させるのがビアンキーからクロマティに変わっているため強化されている。
メタルレオ
ファイアー・レオをベースに作られたロボット兵器。元々はベースより強くなる予定だったが、なぜかベースより性能が低くなったため廉価版として大量生産したところ、さらに性能が下がってしまった。

##### ゲドー
フラッティ
ゲドーの戦闘員。特徴はビアンキーと同じだが、盾を構えたり物を投げたりする者もいる。またその盾も木製や金属製、ビームだったり、投棄物もブーメランや爆弾、火薬瓶などバリエーションが豊富。登場するステージによって原始人や警察官、岡っ引き、エスキモーのような姿になって登場するのもビアンキーと同様。
スライ スライ
腕がアーム状になっているフラッティー。ビアンキー・ボクサーと同じ戦法を取るが、別のフラッティーがいる時はスライディングで動きを止めてくる。
ニンジャイ
ゲドーの特殊戦闘兵。ジャドーのクロマティと特徴が似るが、こちらは黒い忍者のような外見をしており、素早い4回攻撃や煙隠れなどを行う。さらに火縄銃やロケットなどの小道具も使用してくる。フラッティらと違い、骨組みは竹を使用している。
看護隊
看護婦の衣装を来たアンフィル、インフェル、エンフェルの3体からなる部隊。ダメージを受けると撤退するが、最終決戦時では撤退しない。
それぞれ色が異なるバリアで身を包んでおり、各自の攻撃手段として、眼鏡を掛けた1本おさげのアンフィルは3つに分身するカルテを投げる、ポニーテールのインフェルは注射器でVFXケージを吸い取る、2本おさげのエンフェルはメスでの3段攻撃があり、3体いるときは連携でバレーボールのパスからのスパイクをぶつける。
ハリアー・ダイバー
ゲドーの戦闘機ロボット。ジャドーの戦闘機ハリアーに改良が加えられ、ロボット型に変形するようになった。攻撃バリエーションも通常のハリアーより大幅に増加されているが、ロボットモード時の頭の赤いコアが弱点。

### エンディングテーマ
「Viewtiful World」
アーティスト：Viewtiful Joe（DA PUMPのKEN、Do As Infinityの長尾大、大渡亮、 ZZのSOTARO、03の古市絢子の5人による覆面バンド）

### CM
- 『こちら葛飾区亀有公園前派出所』放送後に流されることが多かった。
- 計9種類製作されている。
  1. 期待! 記者会見篇
  2. 極意っっ! 篇
  3. 愛と幻滅のメロディー篇
  4. インタビュー篇
  5. 水中! 篇
  6. ザコキャラ一家篇
  7. 豆対決! 篇
  8. 最後の闘い篇
  9. おつかれさまでした。篇

## テレビアニメ
2004年10月からテレビ東京ほかで放送された。なお、アニメ版のサントラと3クール目以降のアニメDVDが発売されているのは米国のみであり、日本では発売されていない。
ゲーム同様さまざまなパロディがあり、中には制作協力した竜の子プロの作品のネタもある。また原作ゲームで存在したセクシーシルヴィアのパンチラはなくなっている。

### アニメ版の主な登場人物

#### ジョーの仲間たち
ジョー
声 - 関智一
このアニメの主人公。キャプテン ブルーから授かったVウォッチで「HENSHIN A GO-GO BABY!」のかけ声と共にビューティフルジョーに変身。仲間と共に悪者たちと戦う。SLOW・MACHSPEED・ZOOMという3つの映画の特性を生かした技、VFXパワーで戦う（ゲーム版でSLOWとZOOMを頻繁に使用するのに対し、アニメ版ではMACHSPEEDを多用して戦闘を行っている）。シルヴィアとは幼なじみで恋人同士。映画技師の父親、ジェットがいる。設定画では母親と妹の姿が描かれているが本編には登場しない。キャプテン ブルー ジュニアとは共にジャドーと戦った戦友。
映画マニアでヒーローオタク。マイペースでお人好しな性格であって、恋人より自分の趣味を優先させ、大好物のチーズバーガーを見ると盲目的に飛びついてしまい、意地を張って思わずミスをする場合も多いため、しばしばジュニアに叱られる。欠点だらけではあるが、映画とヒーローが大好きな気持ちを無駄にせずにクールな感情で前向きに戦う機会が多いため、本物のヒーロー魂の覚醒を目指している。数々の出会いと別れ、戦いに身を投じる中でヒーローとしても磨き上げられ、ジャドー基地での決戦で覚醒した本物のヒーロー魂をキングブルーに見せつける。最終決戦では、イーヴィルキングとの戦いで変身能力を失った際に本物のヒーローとしての実力を発揮させた。
シルヴィア
声 - 桑谷夏子
ジョーの彼女。序盤でいきなり攫われて、ジャドー本部に幽閉されてしまうが持ち前の気の強さやポジティブさで戦闘員であるビアンキーたちと親しくなって生活環境を改善したり、自分を鍛えようとするなど、「か弱いヒロイン」ではない。
後半で原作同様ブルーにお願いしてVウォッチをもらい、服装を変え、セクシーシルヴィアとしてゲドーと戦う。二丁拳銃デスペラードを使った遠距離攻撃がメインの戦い方。当たった敵は目がハートになってシルヴィアの言いなりになってしまう。また、ジョーと協力した合体技なども使う。
ベルトのバックルの中にホワイトフィルムと呼ばれるイーヴィルキングを封じる力が秘められている。ホワイトフィルムはブルーがまだ失踪していない頃、幼いシルヴィアがブルーの部屋から失敬したキャプテンブルーの姿を映したフィルムの一部である。
キャプテン ブルー ジュニア
声 - 津村まこと
アニメオリジナルキャラクター。映画の中の登場人物で、ブルータウンでキャプテン ブルーと共に戦った「CAPTAIN BLUE&CAPTAIN BLUE Jr」という映画がデビュー作。名前に「ジュニア(子供）」とついているが、キャプテン ブルーと血縁関係は無い。ジャドー編では自作のVウォッチとコスプレ衣装で頭を使いながらジョーをサポート。敵から奪ったボードやマジックハンドが飛び出る銃を使ってジョーと共に戦った。寄り道や油断などをしたりするジョーをしばしば叱ることも多い。
ゲドー編では自作Vウォッチとコスプレ衣装を捨て、ブルーから貰ったVヨーヨーで「HENSHIN A YO-YO BABY!」のかけ声で変身する。ヨーヨーは複雑な動きでゲドー怪人を翻弄、頭脳戦が得意なジュニアにはピッタリな武器だった。
生真面目で躾が厳しい性格なため、ジョーとはヒーロー観などの衝突が絶えないがお互いを心から信頼している名パートナーである。
『バトルカーニバル』ではアニメ版と同じ声優、同じ技で使用できるキャラクターの1人。
キャプテン ブルー
声 - 銀河万丈
ムービーランドの伝説のヒーロー。ジャドー首領のキングとの戦いに敗れ、ジョーにVウォッチを託す。ゲドー編ではヒーローとして復帰するも、ブラック大帝によりブルークランクに姿を変えられ、長い間怪人を作るための道具にされていた。
実はシルヴィアの父親。スランプにより心に隙ができ、イーヴィルキングに身体を乗っ取られて全能帝王キングブルーになっていた。ビューティフルジョーとの戦いでイーヴィルキングの影響から解放される。マスク右目の傷はヒーロー時代にブラック大帝と現実世界で戦った時についた傷らしい。
ジェット
声 - 小杉十郎太
ブルーの親友。ジョーの父親で映画技師。館内のブラックフィルムを上映することでジョーたちをサポートする。
イーヴィルキングに身体を乗っ取られ、ブラック大帝になっていた。ビューティフルジョーがホワイトフィルムの力を借りて放った必殺技「ビューティフルシャイニングブレイカー」で正気を取り戻す。

#### テレビアニメでの悪役たち
スプロケット
声 - 浅野まゆみ
アニメオリジナルキャラクター。ジャドーの手配師で、毎回新しい怪人や作戦をジョーに差し向ける。ジャドー壊滅後はゲドーでその手腕を発揮する。胸が大きくてジッパーがずり下がるのを上げなおすという癖がある。
キングブルーが倒されてから、ゲドーがムービーランドに出現するまでは、シルヴィアをジョーに返して一時姿をくらまし、ゲドー編終盤では、チャールズ三世、ハルク ダビットソン、グラン ブルースと共にゲドーを裏切り、最後まで生き延びた。
実は現実世界でブルーと共に映画を撮っていたスタッフの1人。
『バトルカーニバル』では使用キャラクターの1人。ゲーム本編に出てくるビアンキーたちを呼び出して戦う。
電刃魔神 アラストル
声 - 三木眞一郎
ジャドーの幹部。ビューティフル ジョーを永遠のライバルと認めている。原作では映画の登場人物ではないが、アニメ版では映画のキャラクターとして扱われている。手にする魔剣と雷の力で戦うスタイリッシュな戦士。ヒーローとしての名前を決められないジョーに「ビューティフル」という言葉を受け取らせ、彼にビューティフル ジョーと名乗らせるきっかけとなった。
ジャドー基地の決戦で、ジョーとの決着はまだつけぬまま、キングブルーに操られるファイヤー レオと共に転落した際に魔人としての力を失い魔人の姿を保てなくなり人間のような姿でしばらく行動したが、ゲドー編中盤で日食のエネルギーで復活。ジョーとの戦いの果てに敗れる形で決着をついたが、最終決戦ではイーヴィルキングと戦っているジョーたちの応援に駈け付けた。
本人曰く宿敵がかなり多く（ジョー、ブルー、ジュニア）、たびたびそれを突っ込まれることも。
暗躍機人 ブラッディ レイチェル
声 - 石松千恵美
ドクトルクランケンが開発した最強の戦闘マシーンだったはずが数々のアクシデントの末正しい心とヒーロー魂を手に入れ、ジョーたちの仲間“黄金機人ブラッディレイチェル”となり目の色が赤から青に変わった。話を重ねるごとにどんどん感情豊かになっていく、パワーと頭脳を兼ね備えたヒーロー。一時期アラストルと行動を共にしたことがある。最後の最後までジョーたちと共に戦った。
翼翔怪人 チャールズIII世
声 - 小形満
ジャドー小個分隊隊長。昼は棺桶の中で寝ているが夜になると目覚め暴れ出す。また、自分のことを「紳士」と名乗っているが戦闘時の下品な咽び笑いと物をも破壊するその音波からして完全に紳士というものを勘違いしている。三幹部一の頭脳を誇り、巨大ロボットグランチャールクを始めとする様々な悪のアイテムを発明している。
ジャドーが壊滅した後は八百屋をやっていたが、ビッグジョンに潰されそのままスプロケットらとともにゲドー幹部になる。
ジャドー編中盤からスプロケットに惚れ込んでしまい、最後までその一方的な愛情を貫いた。
ハルク・ダビットソンを“だめだめ”と呼ぶなど、よくばかにしている。
剛力怪人 ハルク ダビットソン
声 - 高瀬右光
ジャドーの幹部で、その剛力と巨大斧でその地位までのし上がってきた。一度怒れると暴れ手が付けられなくなる。自分専用のバイクを持っていて、序盤はそれでシルヴィアをキングブルーの元へと運んでいた。足の指が弱点である。
ジャドー壊滅後は肉屋を営んでいたが、ビッグジョンに潰されそのままスプロケットらとともにゲドー幹部になる。
チャールズ三世やグラン ブルースにばかにされたりすることが多い。
頬白怪人 グラン ブルース
声 - 樫井笙人
三幹部一の大ボケ。喋り方ものそ〜っとしていて愛嬌がある。精神年齢は三幹部一低そうに見える。しかし、彼には名前のみで登場するアクアマリンちゃんという彼女がいるようで、携帯電話で彼女と話す時だけ口調がガラリと変わる。暴走気味な二人よりも落ち着いて見えることがあるが、単にマイペースなだけである。
ジャドー壊滅後は魚屋を営んでいたが、ビッグ ジョンに潰されそのままゲドー幹部になる。
しばしば、チャールズ三世やハルク ダビットソンと口喧嘩することが多い。
灼熱王 ファイヤー レオ
声 - 上田陽司
ジャドー最高幹部。灼熱の炎を身にまとい、鋭い爪や巨大な盾が特徴で、圧倒的なカリスマ性で、癖の強い幹部連中をたばねる。
ジャドー編では、出番が中盤から少なくなり、ジャドー基地の決戦でキングブルーに操られるが、アラストルに羽交い絞めにされたままジャドー基地から転落した。
ゲドー編では、記憶を失いながら、シルバースノウに助けられ、彼女の屋敷の見張り番となる。しかし、弟のフロスト タイガーとの戦いで記憶を取り戻し、フロストタイガーに勝利した後、旅に出た。
恐怪電人 ドクトル クランケン
声 - 川津泰彦
レイチェルの生みの親で、ブラック大帝の忠実なしもべ。タコである。合体怪人を造り出しジョーたちを苦しめる。最後はチャールズIII世の裏切りにより倒された。
全能帝王キングブルー
ジャドーを取り仕切る悪のボス。ムービーランドの征服のために、ヒーローのビューティフル ジョーがヒロインのシルヴィアやムービーランドの人々の目の前で倒されるシーンを撮ることで世界中の人々に絶望を与えようとする。
その正体はジャドーに敗れたはずのキャプテン ブルーであり、憎しみにより心が邪悪に染まった結果キングブルーとなってしまったのだった。若き頃のキャプテン ブルーの姿でビューティフル ジョーとの決戦に挑むが敗れ、キャプテン ブルーも正気に戻った。
ブラック大帝
ゲドーの首領。ジョーたちとの初戦でキャプテン ブルーをブルークランクに変えてしまい、それを利用して怪人を生み出しては悪事を働き、ムービーランドから現実世界へ侵攻しようとする。その正体はイーヴィルキングに身体を乗っ取られていたジェットであった。
ゲドー基地でジョーたちを圧倒的に苦しめるも、自らもジェットの正しき心に妨害されジョーに逆転敗北。ブルーもジョーに取り戻され、ゲドー基地の崩壊と同時に消滅したと思われた。しかし、現実世界でジェットの体をまだ乗っ取り続けたまま再びジョーたちを襲うも、二度目のジェットの妨害やホワイトフィルムの力を借りたジョーの必殺技「ビューティフルシャイニングブレイカー」で倒された。
イーヴィルキング
声 - ?
ブルーやジェットを操っていたすべての黒幕。ジョーたちを苦しめ変身不能にまで追い込んだが、ヒーローとしての完全な精神面を持ったジョーには手も足も出ず苦戦する。最後はホワイトフィルムの力でシルヴィアやジュニアと共に再び変身し、仲間たちの信じる力を借りたジョーの必殺技「ビューティフルアタック」で倒され、元の姿である漆黒の玉に戻った。

### スタッフ
- 監督 - 石山タカ明
- シリーズ構成 - GGB
- キャラクターデザイン - 大橋幸子
- メカデザイン - 長野伸明
- 美術監督 - 明石聖子
- 色彩設計 - 斉藤裕子
- 撮影監督 - 久保村正樹
- 音響監督 - 小林克良
- ビデオ編集 - 東京現像所
- 音楽 - 五木田岳彦、林祐介
- アニメーション制作 - グループ・タック
- 製作 - テレビ東京、MEDIA NET、we've

### 主題歌
オープニングテーマ
「Brighter side」
作詞・作曲・編曲 - Rio  / 歌 - SaGa
「Brighter side」
作詞・作曲：Rio / 編曲 - Rio、Taichi / 歌 - SaGa
「Spirit Awake」
作詞 - SaGa&SHAYOVI / 作曲 - Rio&SHAYOVI / 編曲 - SaGa&SHAYOVI / 歌 - SaGa
エンディングテーマ
「And You」
作詞 - Juno、Taichi、Rio / 作曲・編曲 - Taichi、Rio / 歌 - SaGa
「And You」
作詞 - Rio / 作曲・編曲 - Taichi、Rio、Juno / 歌 - SaGa
「桃源郷」
作詞 - 川村サイコ / 作曲 - D・A・I / 編曲 - 水上裕規 / 歌 - Amasia Landscape

### 各話リスト
| 話 | 放送日         | サブタイトル                         | 脚本                | コンテ                | 演出              | 作画監督                   |
| -- | -------------- | ------------------------------------ | ------------------- | --------------------- | ----------------- | -------------------------- |
| 1  | 2004年 10月2日 | その男ジョー! の巻                   | 石山タカ明          | 石山タカ明            | 石山タカ明        | 須田正己                   |
| 2  | 10月9日        | つかめ! 伝説の必殺技の巻             | 奥村卓也            | 石山タカ明            | 白石道太          | 六角輝                     |
| 3  | 10月16日       | オレは、ビューティフル ジョー! の巻  | 砂山蔵澄            | 石山タカ明            | 平田豊            | 服部憲知                   |
| 4  | 10月23日       | シルヴィアSOS! の巻                  | 石田真弓            | 鴫野彰                | 加藤茂            | アベ正己                   |
| 5  | 10月30日       | 登場! キャプテン ブルー ジュニアの巻 | 栗山勝行            | 石山タカ明            | 石川敏浩          | 井口忠一                   |
| 6  | 11月6日        | カモ〜ン! シックスマシンの巻         | 柿原優子            | 赤坂三十郎            | 大西景介          | 服部憲知                   |
| 7  | 11月13日       | 恐怖! スラグンあらわるの巻           | 田沢大典            | 高田耕一              | 川崎みどり        | 須田正己                   |
| 8  | 11月20日       | えっ、ヒーロー失格!? の巻            | 砂山蔵澄            | 川崎みどり 石山タカ明 | 白石道太          | An Toe-keun                |
| 9  | 11月27日       | 大騒動! ヒーローの休日の巻           | 柿原優子            | 石山タカ明            | 平田豊            | 服部憲知                   |
| 10 | 12月4日        | スーパーロボ! グランチャールクの巻   | 奥村卓也            | 鴫野彰                | 鴫野彰            | アベ正己                   |
| 11 | 12月11日       | 世界が色を失う日! の巻               | 砂山蔵澄            | 松園公                | 石川敏浩          | 井口忠一 柳瀬雄之          |
| 12 | 12月18日       | 狙われたVウォッチ! の巻              | 石田真弓            | 赤坂三十郎            | 大西景介          | 服部憲知                   |
| 13 | 12月25日       | ジャドーからの逃亡者! の巻           | 栗山勝行            | 平田豊                | 川崎みどり        | 須田正己                   |
| 14 | 2005年 1月8日  | 実録! ジャドー華麗なる戦いの巻       | 田沢大典 石山タカ明 | 石山タカ明            | 石山タカ明        | 林一哉                     |
| 15 | 1月15日        | 仕組まれたウェディングベル! の巻     | 柿原優子            | 渡辺純央              | 渡辺純央          | 草刈大介                   |
| 16 | 1月22日        | さきまっせ! 妖精の花の巻             | 田沢大典            | 麦野アイス            | 桝井剛            | An Toe-keun Zong Hyo-shick |
| 17 | 1月29日        | 帰ってきたキャプテン ブルー!? の巻   | 砂山蔵澄            | 高田耕一              | 高田耕一          | 服部憲知                   |
| 18 | 2月5日         | V-ウォッチパニック! の巻             | 栗山勝行            | 大西景介              | 大西景介          | 服部憲知 森田実            |
| 19 | 2月12日        | 顔をあげて歩こう! の巻               | 石田真弓            | 荒川眞嗣              | 石川敏浩          | 井口忠一 柳瀬雄之          |
| 20 | 2月19日        | 遊びの時間は終らない! の巻           | 奥村卓也            | 鴫野彰                | 鴫野彰            | 須田正己                   |
| 21 | 2月26日        | ジュニア危機一発! の巻               | 柿原優子            | 渡辺純央              | 渡辺純央          | 草刈大介                   |
| 22 | 3月5日         | シルヴィア大脱走!? の巻              | 田沢大典            | 桝井剛                | 桝井剛            | Zong Hyo-shick             |
| 23 | 3月12日        | 激突! ジョーVSアラストルの巻         | 砂山蔵澄            | ヤマトナオミチ        | ヤマトナオミチ    | 飯飼一幸                   |
| 24 | 3月19日        | 復活! シックス魔人の巻               | 石田真弓            | 坂田純一              | 石川敏浩          | 井口忠一                   |
| 25 | 3月26日        | 決戦! ジャドー基地の巻               | 栗山勝行            | 大西景介              | 大西景介          | 草刈大介                   |
| 26 | 4月2日         | 俺達に明日はある! の巻               | 石山タカ明          | 石山タカ明            | 川崎みどり        | 服部憲知                   |
| 27 | 4月9日         | 新たなる敵! ゲドー襲来! の巻         | 砂山蔵澄            | 渡辺純央              | 渡辺純央          | 竹内昭                     |
| 28 | 4月16日        | ジュニア、変身! の巻                 | 柿原優子            | 石山タカ明            | 石山タカ明        | 須田正己 大橋幸子          |
| 29 | 4月23日        | 嵐を呼ぶ女シルヴィア! の巻           | 田沢大典            | 鴫野彰                | 桝井剛            | An Toe-geun                |
| 30 | 4月30日        | ワイルド・ワイルド・キック! の巻     | 広田光毅            | ヤマトナオミチ        | ヤマトナオミチ    | 飯飼一幸                   |
| 31 | 5月7日         | キミの隣に宇宙人! の巻               | 栗山勝行            | 玉川真人              | 玉川真人          | 井口忠一                   |
| 32 | 5月14日        | モーレツ! キャノンレースの巻         | 竹内利光            | 大西景介              | 大西景介          | 草刈大介                   |
| 33 | 5月21日        | ヒーローがいっぱい! の巻             | 石川裕人            | 石山タカ明            | 川崎みどり        | 服部憲知                   |
| 34 | 5月28日        | ブラックダイヤを取り戻せ! の巻       | 柿原優子            | 渡辺純央              | 渡辺純央          | 竹内昭                     |
| 35 | 6月4日         | ゲドーのやさしい怪人!? の巻          | 栗山勝行            | 吉川博明              | 平田豊            | 須田正己                   |
| 36 | 6月11日        | 標的（ターゲット）はジョー! の巻     | 田沢大典            | 玉川真人              | 玉川真人          | An Toe-geun Zong Hyo-shick |
| 37 | 6月18日        | 燃えよメタルハート! の巻             | 広田光毅            | ヤマトナオミチ        | ヤマトナオミチ    | 飯飼一幸                   |
| 38 | 6月25日        | よみがえる黒い翼! の巻               | 竹内利光            | 赤坂三十郎            | 大西景介          | 草刈大介                   |
| 39 | 7月2日         | 敵はキャプテン ブルー! の巻          | 砂山蔵澄            | 赤坂三十郎            | 川崎みどり        | 服部憲知                   |
| 40 | 7月9日         | 崩壊! ムービーランドの巻             | 砂山蔵澄            | 渡辺純央              | 渡辺純央          | 竹内昭                     |
| 41 | 7月16日        | 大地にきざむ勇気! の巻               | 栗山勝行            | 赤坂三十郎            | 平田豊            | 須田正己                   |
| 42 | 7月23日        | 生中継! ジョーVSジュニアの巻         | 竹内利光            | ヤマトナオミチ        | ヤマトナオミチ    | 服部憲知                   |
| 43 | 7月30日        | スプロケットはメガネがお好き! の巻   | 田沢大典            | 赤坂三十郎            | 桝井剛            | 井口忠一                   |
| 44 | 8月6日         | 炎の獅子リターンズ! の巻             | 広田光毅            | 大西景介              | 大西景介          | 草刈大介                   |
| 45 | 8月13日        | ゲドーのラブラブ大作戦! の巻         | 柿原優子            | 川崎みどり 石山タカ明 | 川崎みどり        | 服部憲知                   |
| 46 | 8月20日        | レイチェルのたからもの! の巻         | 田沢大典            | 平田豊                | 平田豊            | 須田正己                   |
| 47 | 8月27日        | ゲドーからの逃亡者! の巻             | 柿原優子            | 渡辺純央              | 渡辺純央          | 竹内昭                     |
| 48 | 9月3日         | 激闘! 永遠のライバルの巻             | 栗山勝行            | ヤマトナオミチ        | ヤマトナオミチ    | 服部憲知                   |
| 49 | 9月10日        | 大勝利! ゲドー壊滅の巻               | 砂山蔵澄            | 玉川真人              | 平田豊            | 井口忠一                   |
| 50 | 9月17日        | 開催! ビューティフル映画祭の巻       | 竹内利光            | 石山タカ明            | 平田豊 石山タカ明 | 小林一三 服部憲知          |
| 51 | 9月24日        | 明日のヒーローはキミだ! の巻         | 広田光毅            | 石山タカ明            | 石山タカ明        | 服部憲知                   |

### 放送局
| 放送地域       | 放送局         | 放送期間                                             | 放送日時                              | 放送系列         | 備考             |
| -------------- | -------------- | ---------------------------------------------------- | ------------------------------------- | ---------------- | ---------------- |
| 関東広域圏     | テレビ東京     | 2004年10月2日 - 2005年9月24日                        | 土曜 9:30 - 10:00                     | テレビ東京系列   | 製作局           |
| 大阪府         | テレビ大阪     | 2004年10月2日 - 2005年3月26日 2005年4月3日 - 9月25日 | 土曜 18:30 - 19:00 日曜 10:30 - 11:00 | テレビ東京系列   | [ 36 ]           |
| 愛知県         | テレビ愛知     | 2004年10月3日 - 2005年9月25日                        | 日曜 7:00 - 7:30                      | テレビ東京系列   | [ 36 ]           |
| 岡山県・香川県 | テレビせとうち | 2004年10月3日 - 2005年9月25日                        | 日曜 7:00 - 7:30                      | テレビ東京系列   | [ 36 ]           |
| 北海道         | テレビ北海道   | 2004年10月9日 - 2005年10月1日                        | 土曜 7:00 - 7:30                      | テレビ東京系列   | [ 36 ]           |
| 福岡県         | TVQ九州放送    | 2004年10月10日 - 2005年10月2日                       | 日曜 7:00 - 7:30                      | テレビ東京系列   | [ 36 ]           |
| 岐阜県         | 岐阜放送       |                                                      | 火曜 19:30 - 20:00                    | 独立UHF局        |                  |
| 日本全域       | AT-X           |                                                      |                                       | アニメ専門CS放送 | リピート放送あり |
| 滋賀県         | びわ湖放送     |                                                      |                                       | 独立UHF局        |                  |
| 長野県         | 信越放送       | 2005年5月22日 - 2006年5月28日                        | 日曜 6:15 - 6:45                      | TBS系列          |                  |
| 奈良県         | 奈良テレビ     |                                                      |                                       | 独立UHF局        |                  |
| 埼玉県         | テレ玉         | 2014年1月31日 - 2015年2月6日                         | 金曜 18:00 - 18:30                    | 独立UHF局        |                  |

## その他

### ゲスト出演
- タツノコ VS. CAPCOM CROSS GENERATION OF HEROES

2010年1月28日発売のWii用ソフト。ビューティフル ジョー（声 - 川田紳司）が登場し、一部の技と彼のエンディングにはシルヴィアも登場する。
- MARVEL VS. CAPCOM 3 Fate of Two Worlds

2011年2月17日発売のPlayStation 3・Xbox 360用ソフト。ビューティフル ジョー（声: 関智一（日本語版） / ダレル・ギルボー（英語版））がプレイヤーキャラクターとして登場。一部の技にシルヴィアも登場。
- 鬼武者Soul

カプコンヒロインズとしてシルヴィアが武将となって登場。
- Combo Crew

スマートフォン（iOS・Android）向けのゲームアプリ。ビューティフル ジョーがファイターとして登場。

### CD・DVD

#### アルバム
- 『ビューティフル ジョー + ビューティフル ジョー 2　オリジナル・サウンドトラック』

ゲーム『ビューティフル・ジョー』と『ビューティフル・ジョー2』のサウンドトラックを収録。作曲はカプコン・サウンドチーム。
発売日：2004年12月22日発売　/　品番：CPCA-10102～3（2枚組）/　レーベル：セルピュータ
- 『Goldenvine』Amasia Landscape

TVアニメ『ビューティフル・ジョー』の43〜51話までのオープニング曲『桃源郷』を収録したアルバム。アーティストはD・A・I（長尾大）が初プロデュースしたユニットAmasia Landscape。
発売日：2005年7月27日　/　品番：AVCD-17688/B　/　レーベル：avex trax　

#### シングル
レーベルはすべて avex trax
- 『VIEWTIFUL WORLD』Viewtiful Joe 

ゲーム『ビューティフル・ジョー』のエンディング曲を収録。アーティストは覆面バンドの「Viewtiful Joe」（DA PUMPのKEN、Do As Infinityの長尾大、大渡亮、 ZZのSOTARO、03の古市絢子の5人）
発売日：2003年06月11日　/　品番：AVCD-30475
- 『Brighter side』SaGa 

TVアニメ『ビューティフル・ジョー』の1〜27話までのオープニング & エンディング曲を収録している。アーティストはSaGa。
発売日：2005年3月30日　/　品番：AVCD-30711/B
- 『Spirit Awake』SaGa 

TVアニメ『ビューティフル・ジョー』の27〜42話までのオープニング & エンディング曲を収録。アーティストは引き続きSaGa。
発売日：2005年8月31日　/　品番：AVCD-30753/B

#### DVD
TVアニメ『ビューティフル・ジョー』のDVDが avex trax から発売されているが、26話以降 (27〜51話) のDVDについては発売延期になり次報なきまま今日に至る。
『VIEWTIFUL JOE Vol.1』（発売日：2005年1月26日, 品番：CJBA-10001 ）1〜3話 
全9種のテレビCM「ビューティフル ジョー 連続アニメ劇ジョー」（30秒)の特典映像を含む。
『VIEWTIFUL JOE Vol.2』（発売日：2005年2月23日, 品番：CJBA-10002 ）4〜7話 
『VIEWTIFUL JOE Vol.3』（発売日：2005年3月24日, 品番：CJBA-10003 ）8〜11話 
『VIEWTIFUL JOE Vol.4』（発売日：2005年4月27日, 品番：CJBA-10004 ）12〜15話 
『VIEWTIFUL JOE Vol.5』（発売日：2005年5月25日, 品番：CJBA-10005 ）16〜19話 
『VIEWTIFUL JOE Vol.6』（発売日：2005年6月29日, 品番：CJBA-10006 ）20〜23話 
『VIEWTIFUL JOE Vol.7』（発売日：2005年7月27日, 品番：CJBA-10007 ）24〜26話 

### 書籍
書籍の出版社はすべてカプコン

#### コミック
- ビューティフルジョー オフィシャルフィルムブック（カプコンオフィシャルブックス）

Vol.1 ）発売日：2005年1月24日　ISBN 978-4906582440 
Vol.2 ）発売日：2005年2月23日　ISBN 978-4906582501 
Vol.3 ）発売日：2005年3月24日　ISBN 978-4906582518 
Vol.4 ）発売日：2005年6月28日　ISBN 978-4906582815 
Vol.5 ）発売日：2005年10月1日　ISBN 978-4906582938 

#### 攻略本
- ビューティフルジョー公式ガイドブック

著作：ファミ通書籍編集部　/　発売日：2003年7月1日　ISBN 978-4757715554
- ビューティフルジョー 新たなる希望 ファイナルガイド (CAPCOM完璧攻略シリーズ) 

発売日：2004年9月1日　ISBN 978-4575164268
- ビューティフルジョー2 ブラックフィルムの謎 ファイナルガイド (CAPCOM完璧攻略シリーズ）

発売日：2004年12月1日　ISBN  978-4575164329
- ビューティフルジョー攻略DVDBOOK ビューティフルマニアック (カプコンナビゲーションDVDブックス) 

発売日：2004年12月1日　ISBN 978-4906582280
- ビューティフルジョー2 ブラックフィルムの謎 オフィシャルビューティフルシネマティックガイド（カプコンオフィシャルブックス）

発売日：2004年12月22日　ISBN 978-4906582372
- ビューティフル ジョー スクラッチ! オフィシャル ビューティフル コンプリートガイド (カプコンオフィシャルブックス) 

発売日：2005年12月9日　ISBN 978-4862330093
- ビューティフル ジョー バトルカーニバル オフィシャルコンプリートガイド (カプコンオフィシャルブックス) 

発売日：2005年10月31日　ISBN 978-4862330055

### パチスロ
- パチスロ ビューティフル・ジョー（2010年2月, エンターライズ）[69][70]